# Katastrofa lotu Pacific Western Airlines 501
Katastrofa lotu Pacific Western Airlines 501 – katastrofa lotnicza, która wydarzyła się 22 marca 1984 roku. Podczas startu Boeinga 737 linii lotniczych Pacific Western Airlines wybuchł pożar, który spowodowany był awarią lewego silnika. W wypadku nikt nie zginął, jednak samolot został zniszczony.

## Samolot
Samolotem był Boeing 737-275 należący do kanadyjskich linii lotniczych Pacific Western Airlines o numerze rejestracyjnym C-GQPW, który pierwszy lot wykonał 3 kwietnia 1981 roku, wykonując w tym czasie 7447 godzin lotu.

## Przebieg wypadku
Wypychanie od bramki rozpoczęło się o 7:35. Samolot kołował przez drogę kołowania Charlie-1 do pasa startowego nr 34. Załoga rozpoczęła rozbieg o godzinie 7:42. Po 20 sekundach, przy prędkości około 70 węzłów było słychać głośny huk. Kapitan natychmiast przerwał start i zjechał na drogę kołowania Charlie-4. Po minucie i 36 sekundach włączył się alarm o pożarze. Procedura ewakuacji trwała minutę i 55 sekund. Nikt ze 119 osób znajdujących się na pokładzie nie zginął, jednak samolot został całkowicie zniszczony.

## Przyczyny
Śledztwo dowiodło, że przyczyną katastrofy lotu 501 było pęknięcie tarczy sprężarki lewego silnika spowodowane zmęczeniem materiału. Odłamki, które wydostały się z silnika przebiły zbiornik paliwa w lewym skrzydle, a to wywołało pożar.